# مأموریت دنیاهای نو

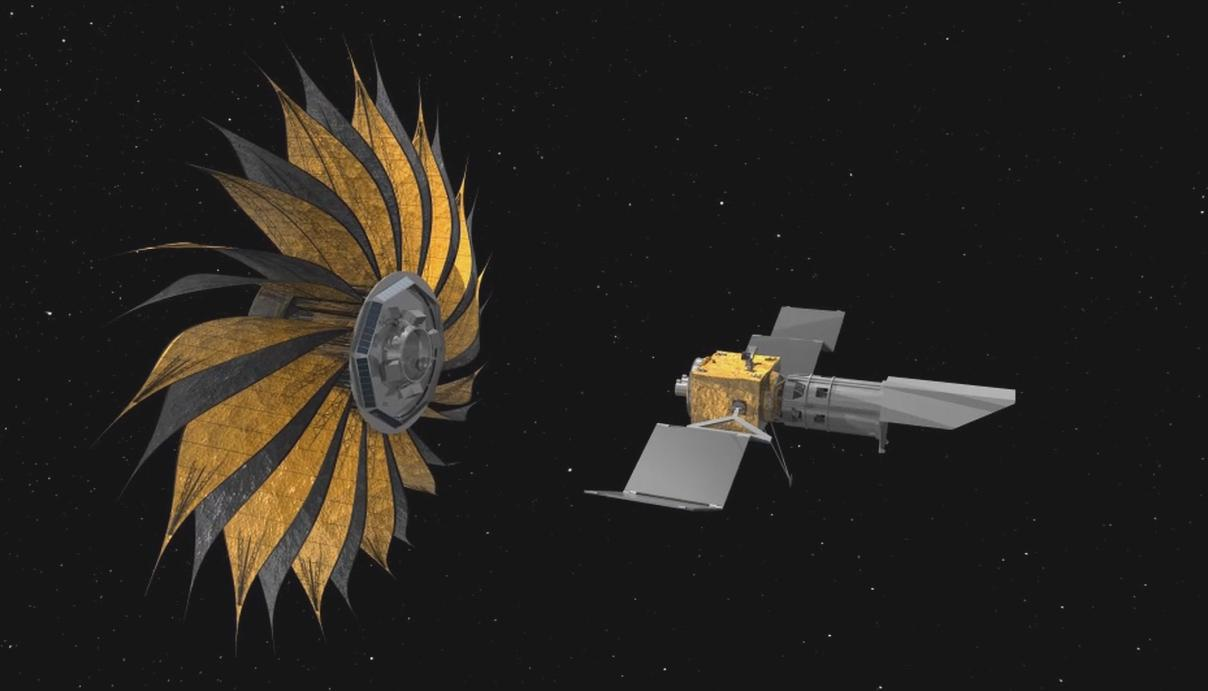
انگاشت هنری از مفهوم مورد استفاده در پروژه: یک تلسکوپ فضایی از مخفی‌گاه؛ برای جلوگیری از نور ستاره‌ای که سیاره فراخورشیدی به دور آن می‌چرخد، استفاده می‌کند.

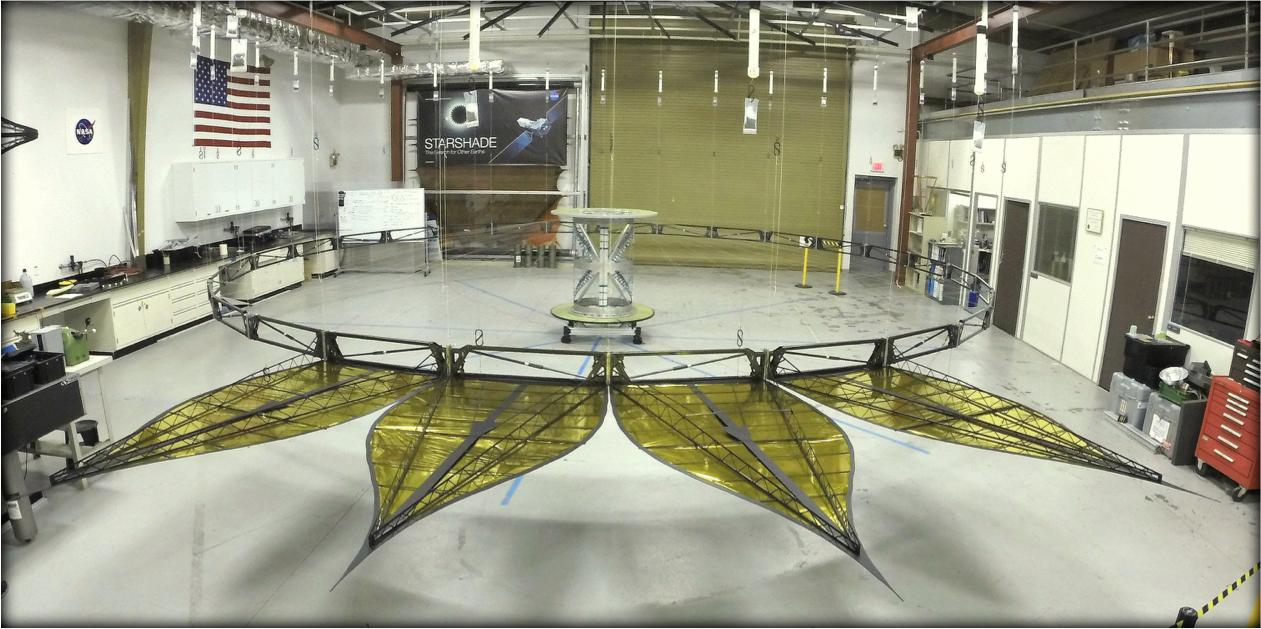
آزمایش استارشید یا سپر خورشیدی و دیافراگم مخروطی در ۲۰۱۴

مأموریت دنیاهای نو (انگلیسی: New Worlds Mission) یک پروژه پیشنهادی است که شامل یک دیافراگم مخروطی بزرگ است که در شکل‌گیری پرواز به صورتی است که برای جلوگیری از نور ستاره‌های مجاور؛ به منظور مشاهده سیاره‌های فراخورشیدی در حال گردش به دور آنها، طراحی شده است. این مشاهدات را می‌توان با یک تلسکوپ فضایی موجود، احتمالاً تلسکوپ فضایی جیمز وب در هنگام پرتاب، یا یک تلسکوپ نوری نور مرئی اختصاصی که برای یافتن سیاره‌های فراخورشیدی طراحی شده است، انجام داد. یک پروژه تحقیقاتی اولیه از سال ۲۰۰۵ تا ۲۰۰۸ توسط مؤسسه مفاهیم پیشرفته ناسا (NIAC) و توسط وبستر کش از دانشگاه کلرادو در بولدر در ارتباط با شرکت نورثروپ گرامن، مؤسسه تحقیقاتی جنوب غربی و دیگران تأمین شد. از سال ۲۰۱۰، این پروژه به دنبال تأمین مالی اضافی از سوی ناسا و منابع دیگر به مبلغ تقریباً ۳ میلیارد دلار آمریکا از جمله تلسکوپ چهار متری خود، یا ۷۵۰ میلیون دلار برای یک سایه ستاره برای استفاده در تلسکوپ فضایی جیمز وب بوده است.در صورت تأمین مالی و راه اندازی، به مدت پنج سال فعالیت خواهد کرد.